# 黃嘉德
黃嘉德（越南语：／；？—？），越南阮朝官員。

## 生平
黃嘉德是協佐大學士黃孟致之子，祖父爲延茂郡公黃高啟，叔叔爲河東總督黃仲敷。
1927年7月，補海陽商佐。1928年，任先興知府。1929年，任諒江知府。1931年，陞一項知府。
1938年，被派至巴黎進入法國殖民部工作。1939年，在法國殖民部工作期間陞二項巡撫，對授從二品參知。1940年，從河內中央信息委員會改任山西巡撫。1941年1月，陞山西一項巡撫。1942年，改任南定總督。1944年，陞二項總督。

## 榮譽
- 法國榮譽軍團勳章騎士勳位（1939年）[14]